# اذكريني (فلم)
أذكريني فيلم مصري تم إنتاجه عام 1978، من إخراج هنري بركات وبطولة محمود ياسين ونجلاء فتحي مقتبسة عن رواية بين الأطلال.

## قصة
بعد أن لجأت منى (نجلاء فتحي) إلى عمها لكي تعيش معه بعد وفاة والديها، تقع منى في حب الكاتب الشهير محمود حسين (محمود ياسين)، وهو بدوره يبادلها نفس المشاعر، لكن ما يعوق قصة الحب هذه من التحقق هو زواجه من ليلى التي تعاني من مرض في القلب، فتتزوج منى بدورها من رجل آخر يدعى عبد الرحيم وتنجب منه، لكن كل شيء يتغير بعد أن تقع حادثة لمحمود، وتقوم منى بزيارته في المستشفى بالرغم من كل اعتراضات زوجها.

## القصة كاملة
منى (نجلاء فتحي) مات والديها، فجاءت للمعادي لتعيش مع عمها (أحمد خميس) وزوجة عمها (علية عبد المنعم) وابنة عمها شهيرة (مشيرة إسماعيل)، وفي رحلة لنادى المعادى للإسكندرية، وعلى شاطئ عايدة بالمنتزه، تتعرف على الكاتب الروائي المعروف محمود حسين (محموديس) الذي يعجب بها ويسعى للتعرف عليها وإقامة علاقة معها، وتعددت لقاءاتهما بالنادى وخارجه، وأحبته رغم علمها بأنه متزوج، ونصحتها ابنة عمها بالابتعاد عنه ولكنها لم تستجب واندفعت في حبها، وشاهدها في النادي عبد الرحيم منصور (يوسف شعبان) وهو موظف بالسلك الدبلوماسي، وتقدم لخطبتها، فوافق عقلها ورفض قلبها. 
دعاها محمود لحفل تقيمه جمعية نادى القصة، ولكنه لم يستطع الحديث معها لحضور زوجته ليلى (زيزي البدراوي) معه، ثم إتصلت به تليفونيًا، فلم يستطع الحديث معها لوجود زوجته بجواره، أحست منى أنها في المقام الثاني، ولزوجته ليلى المقام الأول، وأنها لا مكان لها بجوار محمود، فذهبت إلى عمها وأعلنت موافقتها على الزواج من عبد الرحيم، ثم قابلت محمود وطلبت منه أن يفترقا، وطلبت منه أن يتذكرها كلما غربت الشمس، وأنها لن تنساه، ولن تحب أحدًا غيره. 
تزوجت منى وسافرت مع زوجها إلى عمان حيث يعمل، وكان عبد الرحيم يعلم ماكان بين زوجته ومحمود فطلب منها نسيان الماضي الذي هو ملكها والانتباه لبيتها وزوجها فعاهدته على ما طلب منها. 
كانت ليلى زوجة محمود مريضة بالقلب، وفي سعيها لإرضاءه وإسعاده فكرت في الحمل رغم علمها بخطورة الحمل على حياتها، ولكنها جازفت وحملت. 
أنجبت منى من عبد الرحيم إبنها كمال، وأصيب محمود في حادث سيارة نتج عنه نزيف بالمخ وشلل نصفى ولازمته ليلى بالمستشفى، وحضر والده (عبد الرحيم الزرقاني). 
علمت منى ماحدث لمحمود فذهبت لزيارته فوجدته في غيبوبة لا يردد إلا إسمها. 
علم زوجها بزيارتها للمستشفى فهددها بالطلاق وعدم رؤية ابنها إذا ذهبت مرة أخرى، ولكنها ذهبت مضحية ببيتها وابنها. 
مات محمود وسافر زوجها ومعه ابنها للخارج، بينما تولت هي رعاية زوجة محمود المريضة حتى وضعت ابنتها سامية، وماتت أثناء الوضع وتولت هي تربية سامية (حياة قنديل) حتى كبرت ودخلت الجامعة وإلتقت مع زميلها كمال (خالد زكي) وتحابا، وحينما علم عبد الرحيم باسم والد سامية رفض زواجها من إبنه، وسألت سامية أمها منى عن عبد الرحيم منصور، فأخبرتها بكل الحقيقة، وأن كمال إبنها هي. 
ذهبت منى إلى عبد الرحيم ترجوه أن يسامحها ولا يهدم سعادة الأولاد، فوافق وعرض عليها العودة إليه، فقالت له أنها تعودت على الوحدة مثله، وأن كل منهما يعيش بين أطلاله.

## تمثيل
| - محمود ياسين: محمود حسين - نجلاء فتحي: منى - زيزي البدراوي: ليلى - يوسف شعبان: عبد الرحيم - حياة قنديل: سامية - مشيرة إسماعيل: شهيرة - خالد زكي: كمال - عبد الرحيم الزرقاني | - أحمد خميس عم منى - علية عبد المنعم: زوجة عم منى - محمد الرملي - صالح الإسكندراني - مختار السيد - ميرنا لوي - بدرية عبد الجواد - حمدي يوسف |

## روابط خارجية
- مقالات تستعمل روابط فنية بلا صلة مع ويكي بيانات